# Taylorsville (Georgia)
Taylorsville es un pueblo ubicado en el condado de Bartow en el estado estadounidense de Georgia. En el censo de 2000, su población era de 229.

## Demografía
En el 2000 la renta per cápita promedia del hogar era de $39,375, y el ingreso promedio para una familia era de $51,250. El ingreso per cápita para la localidad era de $22,135. Los hombres tenían un ingreso per cápita de $32,500 contra $20,625 para las mujeres.

## Geografía
Taylorsville se encuentra ubicado en las coordenadas 34°5′5″N 84°59′7″O / 34.08472, -84.98528 (34.084798, -84.985249).
Según la Oficina del Censo, la localidad tiene un área total de 3,9 km² (1,5 mi²), de la cual 3,9 km² (1,5 mi²) es tierra y 0 km² (0 mi²) (0.00%) es agua.